# Torrecuadrada de los Valles
Torrecuadrada de los Valles es una localidad española del noreste de la provincia de Guadalajara, perteneciente al municipio de Torremocha del Campo, en la comunidad autónoma de Castilla-La Mancha. Cuenta con una población de 35 habitantes (INE 2008). Se encuentra a una altitud de 1116 m sobre el nivel del mar y presenta un clima mediterráneo continental.

## Geografía física

### Ubicación
Limita con los siguientes municipios: al oeste con El Sotillo, al suroeste con Cifuentes y al sur con el de Torrecuadradilla. Su superficie total es de 3844 ha.[cita requerida]

### Relieve

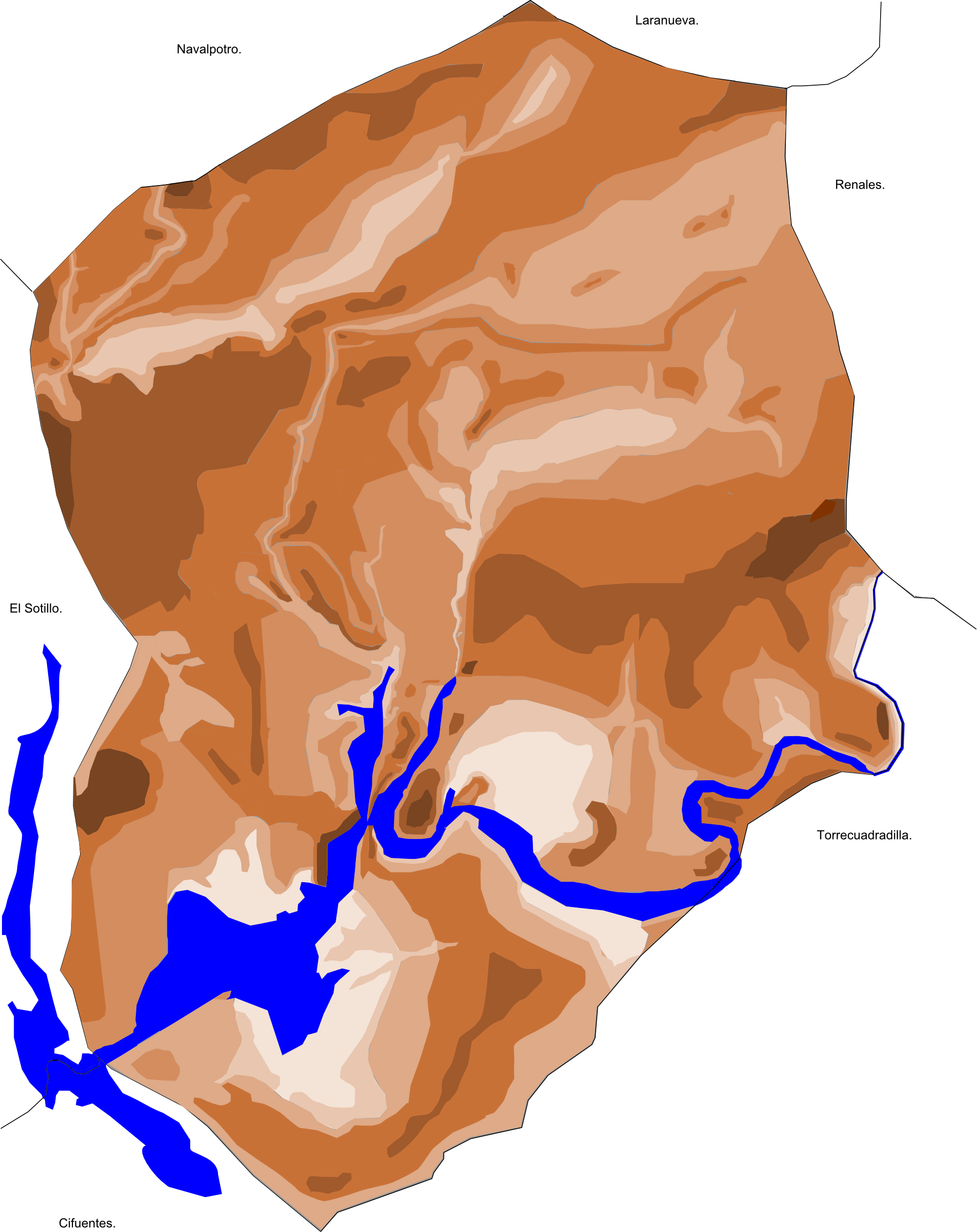
Alturas en la zona.

El término del municipio, en las estribaciones del Sistema Ibérico, sierra del Ducado, está extendido sobre las potentes calizas del Cretácico, muy erosionadas por el río Tajuña y otros arroyos, formando los típicos relieves kársticos, con cañones (gargantas profundas, con las laderas cortadas a pico y fondo plano) y valles muertos (carentes de cauce bien desarrollado, que solo funcionan cuando sobrevienen precipitaciones importantes) y las depresiones cerradas (dolinas, simas, poljés y cavernas). Los valles más o menos profundos, con los típicos encajonamientos calizos, están orientados al noreste-suroeste, produciendo un fuerte efecto de umbría y solana.
Los suelos que podemos encontrar, son mediterráneos, pudiéndolos diferenciarlos por su situación, en valles o alturas. Encontramos suelos pardos mediterráneos en las zonas más altas, suelos rojos (pobres en humus y formados a expensas de la arcilla de decalcificación de las calizas) en las cuestas, por erosión de éstos, mientras que en los valles cerrados encontramos suelos canela a causa de la calcificación.

### Vegetación
Por la altitud, forma de relieve, suelo y meteorología, podemos diferenciar tres modelos de hábitat vegetal.

#### Solanas

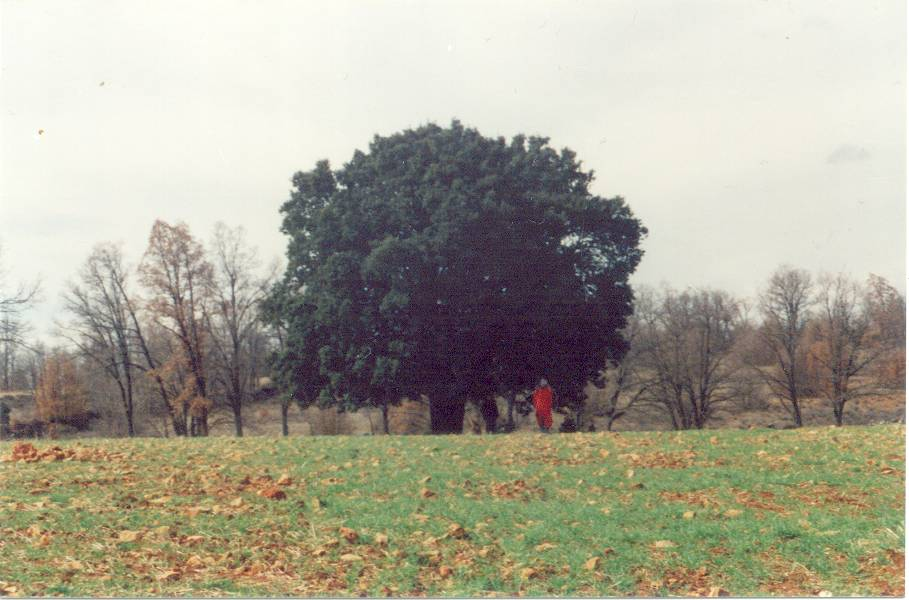
Encina adehesada

Zonas con alta insolación y orientadas al sur, donde se encuentran bosques de encina (Quercus ilex), con sotobosque de plantas melíferas como el romero, la gayuba (Arctostaphylos uva-ursi L.) y el tomillo.

#### Umbrías
Zonas orientadas al norte, y más húmedas, encontramos bosques de quejigo (Quercus faginea), con sotobosque de aliagas y enebros.

#### Parameras
Zonas altas barridas por el viento, donde según la humedad y la insolación se pueden encontrar encinares fríos, con sabinares de las especies sabina albar y negra o mora (Juniperus thurifera L. y Juniperus phoenicea) y enebros (Juniperus communis y Juniperus oxycedrus) y en los lugares batidos por el viento la sabina rastrera (Juniperus sabina) y cambrones (Genista pumila). En suelos más húmedos la encina se mezcla o es sobrepasada por el quejigo.

## Demografía
| Gráfica de evolución demográfica de Torrecuadrada de los Valles entre 1842 y 1960 |
| |
| Población de derecho según los censos de población del INE Población de hecho según los censos de población del INEEntre el censo de 1970 y el anterior, este municipio desaparece porque se integra en el municipio Torremocha del Campo |

| Años                 | 1842 | 1857 | 1860 | 1877 | 1887 | 1897 | 1900 | 1910 | 1920 | 1930 | 1940 | 1950 | 1960 | 1970 |
| -------------------- | ---- | ---- | ---- | ---- | ---- | ---- | ---- | ---- | ---- | ---- | ---- | ---- | ---- | ---- |
| Población de Hecho   | ...  | 201  | 202  | 235  | 247  | 279  | 307  | 305  | 275  | 353  | 275  | 324  | 315  | X    |
| Población de Derecho | 92   | ...  | ...  | 236  | 248  | 284  | 316  | 316  | 281  | 277  | 287  | 323  | 317  | X    |
| Hogares              | 36   | 51   | 54   | 60   | 60   | 74   | 79   | 79   | 78   | 80   | 65   | 93   | 79   | X    |

X Entre el censo de población de 1970 y el anterior, este municipio desaparece al integrarse en el municipio de Torremocha. (Fuente, INE).
|                 | Año 2000 | Año 2001 | Año 2002 | Año 2003 | Año 2004 | Año 2005 | Año 2006 | Año 2007 | Año 2008 | Año 2009 | Año 2010 |
| --------------- | -------- | -------- | -------- | -------- | -------- | -------- | -------- | -------- | -------- | -------- | -------- |
| Varones         | 28       | 25       | 25       | 23       | 21       | 20       | 19       | 18       | 17       | 17       | 21       |
| Mujeres         | 29       | 29       | 30       | 28       | 24       | 23       | 22       | 19       | 18       | 16       | 25       |
| Población total | 57       | 54       | 55       | 51       | 45       | 43       | 41       | 37       | 35       | 33       | 46       |

## Historia
Layna Serrano, en su libro Castillos de Guadalajara, apunta la existencia de una fortaleza en Torrecuadrada, sobre el río Tajuña, de la cual quedan las ruinas de una de sus paredes. Esta pequeña torre defensiva componía la frontera sobre la Marca Media de Al-Ándalus en el siglo XII, un período en el que tanto el rey Alfonso VII de Castilla como Alfonso el Batallador, rey de Aragón, ocuparon los territorios de la actual Soria y norte de la actual provincia de Guadalajara. Es significativo que en 1124 el obispo Bernardo reconquistara Sigüenza. Él mismo se quejaba, a los pocos meses, del esfuerzo militar que suponía contener a los destacamentos árabes de Torremocha (del Campo) y Algora. En el año 1138, Manrique de Lara ha fundado ya el Señorío de Molina, y tiene uno de sus extremos en La Torresaviñán, con un potente castillo, aún en pie, que es la cabeza de la defensa de sus territorios por el oeste. Este castillo se apoyaba en una serie de fortalezas menores: Torrecuadrada y Torrecuadradilla, Tortonda, y posiblemente Abánades; o tal vez vigilara este castillo, para evitar el paso del Tajuña. Además, quedaba enfrentado a las mencionadas poblaciones árabes de las que se quejaba el obispo de Sigüenza.
Teniendo en cuenta lo anterior, podemos establecer que Torrecuadrada era ya en el siglo XII una pequeña torre defensiva sobre los territorios árabes, que vigilaba el paso del Tajuña, similar a la que existe en Luzaga, la cual cumplía idéntica función. Estas torres, a diferencia de los castillos, eran atalayas de vigilancia, destinadas fundamentalmente a la observación, aunque permitieran refugiarse en ellas en caso de ataques sorpresa. Normalmente no estaban dotadas de murallas. Su nombre parece provenir de la planta de la propia torre, ya que durante este período medieval existían dos formas de construirlas: de planta cuadrada, más próxima a la tradición cristiana de los reinos del norte, a base de sillería; y de planta circular, heredada de la tradición constructiva árabe. De esta última es ejemplo una población próxima, Tortonda, forma moderna de su nombre en castellano antiguo, Tor Rotunda (literalmente, torre redonda).
La pacificación posterior a las guerras civiles de Castilla, a partir del siglo XIV, permitió que toda la zona norte de la provincia de Guadalajara dejara de ser territorio de frontera, permitiendo asentamientos estables y con mayores posibilidades de crecimiento económico. Asimismo se establecerían las Comunidades de Villa y Tierra, quedando Torrecuadrada incluida dentro del de Medinaceli, y pasando de ser una fortaleza militar junto al Tajuña a una población, más alejada del río, en su emplazamiento actual, más próximo a las vías de comunicación con pueblos vecinos.
En 1512 el conde de Medinaceli establece un señorío para su sobrina, Juana de la Cerda, que incluiría los lugares de Torrecuadrada, Alaminos y Renales. El lugar elegido por Juana para residencia sería el propio Torrecuadrada, y en la población puede aún contemplarse la fachada en ruinas del palacio que mandó construir, de estilo tardorenacentista. De la Cerda otorgó además a los tres lugares de su señorío el título de villas. Esto suponía la capacidad de estas poblaciones para ejercer su propia justicia, a través de la figura de un juez elegido entre sus habitantes, y les permitía erigir una picota, columna ubicada a la salida o entrada del pueblo, bien visible, donde se colocaba a los condenados, para exponerlos a la vergüenza pública, como parte de su castigo.
Torrecuadrada sería durante la misma época lugar de exilio de uno de los descendientes del conde de Medinaceli, el cual, enamorado de una mujer de allí, se casó con ella, con la oposición familiar, por no ser ella una noble. Los hijos de este matrimonio fueron declarados, además, ilegítimos, salvo el primogénito, que fue el primer duque de Medinaceli, en cuanto no podían acceder a la herencias familiares del padre, ni reclamar ninguno de sus títulos.
La población seguiría hasta el siglo XIX bajo la órbita del duque del Infantado, siendo especialmente apreciada como cazadero, especialmente el bosque próximo al paraje denominado El Picaño. Hoy puede contemplarse todavía, desde la carretera que sale de Cifuentes, parte del muro que encerraba el territorio de caza del Duque. Asimismo encontramos en el lugar denominado Alto de la Tajera las ruinas de una antigua venta, que nos habla de la importancia que tuvo esta ruta para los arrieros que venían desde Cifuentes a vender su mercancía en las serranías, y para los serranos que bajaban a vender sus ovejas a la ciudad condal.
El apelativo «De los Valles» le fue dado en el siglo XIX, cuando se creó la actual provincia de Guadalajara, a fin de distinguirla dentro de la misma provincia de otras poblaciones también denominadas Torrecuadrada, como Torrecuadrada de Molina.
Hacia mediados del siglo XIX, el lugar, por entonces con ayuntamiento propio, tenía contabilizada una población de 92 habitantes. La localidad aparece descrita en el decimoquinto volumen del Diccionario geográfico-estadístico-histórico de España y sus posesiones de Ultramar de Pascual Madoz de la siguiente manera:

TORRECUADRADA DE VALLES: v. con ayunt. en la prov. de Guadalajara (12 leg.), aud. terr. de Madrid (20), c. g. de Castilla la Nueva, part. jud. de Cifuentes (2), dióc. de Sigüenza (4): sit. sobre una colina, en terreno áspero y pedregoso, de difícil y penoso tránsito, con buena ventilacion y clima sano, aunque frió. Tiene 50 casas; la consisrial con cárcel; un palacio destruido; escuela de instruccion primaria frecuentada por 14 alumnos, dotada con 24 fan. de trigo, que pagan los padres de los discípulos; una fuente de buenas aguas; una igl. parr. (La Asuncion de Ntra. Sra.) servida por un cura y uu sacristan. térm.: confina con los de Navalpotro, Renales, Torrecuadradilla y El Sotillo: dentro de él se encuentran varios manantiales, una ermita (Sta. Ana), y el Desp. de las Cuevas, en el que hay otra ermita dedicada á la Virgen, con la advocacion del despoblado. El terreno participa de quebrado y llano, es de buena calidad y todo de secano, pues aun cuando le atraviesa el r. Tajuña, no se aprovechan sus aguas para el riego por la profundidad de su cauce; hay un monte poblado de encina, roble y algunas matas bajas, con muchas yerbas aromáticas. caminos: los que dirigen á los pueblos limitrofes. correo: se recibe y despacha en la cab. del part. prod.: trigo, cebada, avena, legumbres, leñas de combustible y carboneo, y buenos pastos, con los que se mantiene ganado lanar, cabrio, vacuno, mular y asnal; abunda la caza de liebres, conejos y perdices, y en el Tajuña la pesca de truchas, barbos y anguilas. ind.: la agrícola y recriacion de ganados. pobl.: 36 vec., 92 alm. cap. prod.: 1.280,000 rs. imp.: 51,200. contr.: 3,548.
(Madoz, 1849, p. 80)

En 1969, fue convertida en barrio dependiente del Ayuntamiento de Torremocha del Campo, siendo suprimido su juez de paz, institución heredada del juez de villa concedido por De la Cerda en 1512.

## Monumentos
- Esta villa, conserva su iglesia, bajo la advocación de Nuestra Señora de la Asunción, iglesia románica, del siglo XIII, de una sola nave, con añadidos posteriores. Están construidos sus muros, excepto la espadaña y la portada, de mampostería con enlucido de argamasa.
- También se conserva una ermita, bajo la advocación de Santa Ana, del siglo XVI, actualmente en restauración.
- Castillo de Torrecuadrada de los Valles. Restos de una fortaleza, cuyos últimos restos de la torre del homenaje fueron utilizados para la construcción del frontón del pueblo.
- Así mismo la ermita de la Virgen de las Cuevas, a 5 km del casco urbano, expropiada por la construcción del embalse de La Tajera y usados sus restos para construir una pequeña ermita, por encima del nivel del embalse. Como curiosidad en relación con la ermita de la Virgen de las cuevas, entre las piedras de la vieja edificación utilizadas para la construcción del nuevo altar, destacan dos cruces templarias talladas en piedra y ubicadas en la nueva fachada, esto pone de manifiesto la presencia o influencia de órdenes templarias en la zona durante la Edad Media. Ambas cruces se encuentran flanqueando la entrada del altar donde se guarda la virgen.

### Galería fotográfica

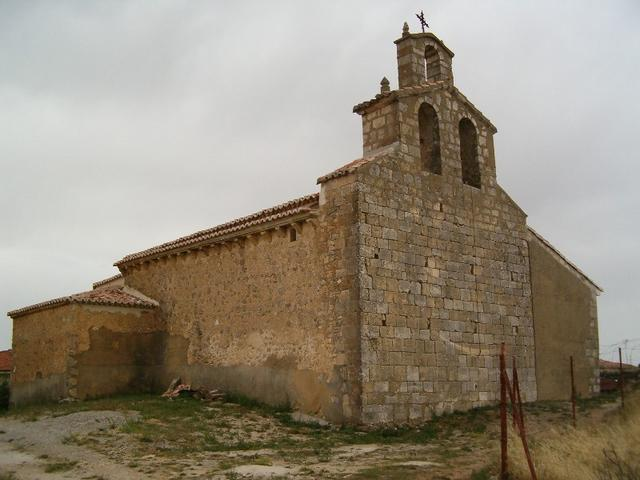
Espadaña de la iglesia.
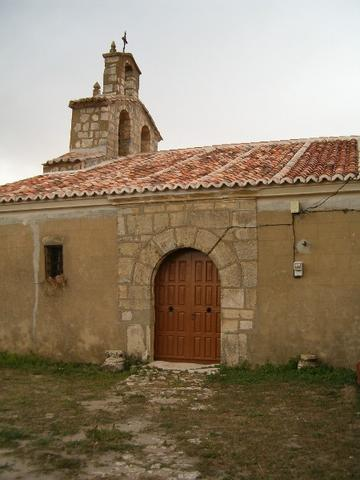
Portada de la iglesia.
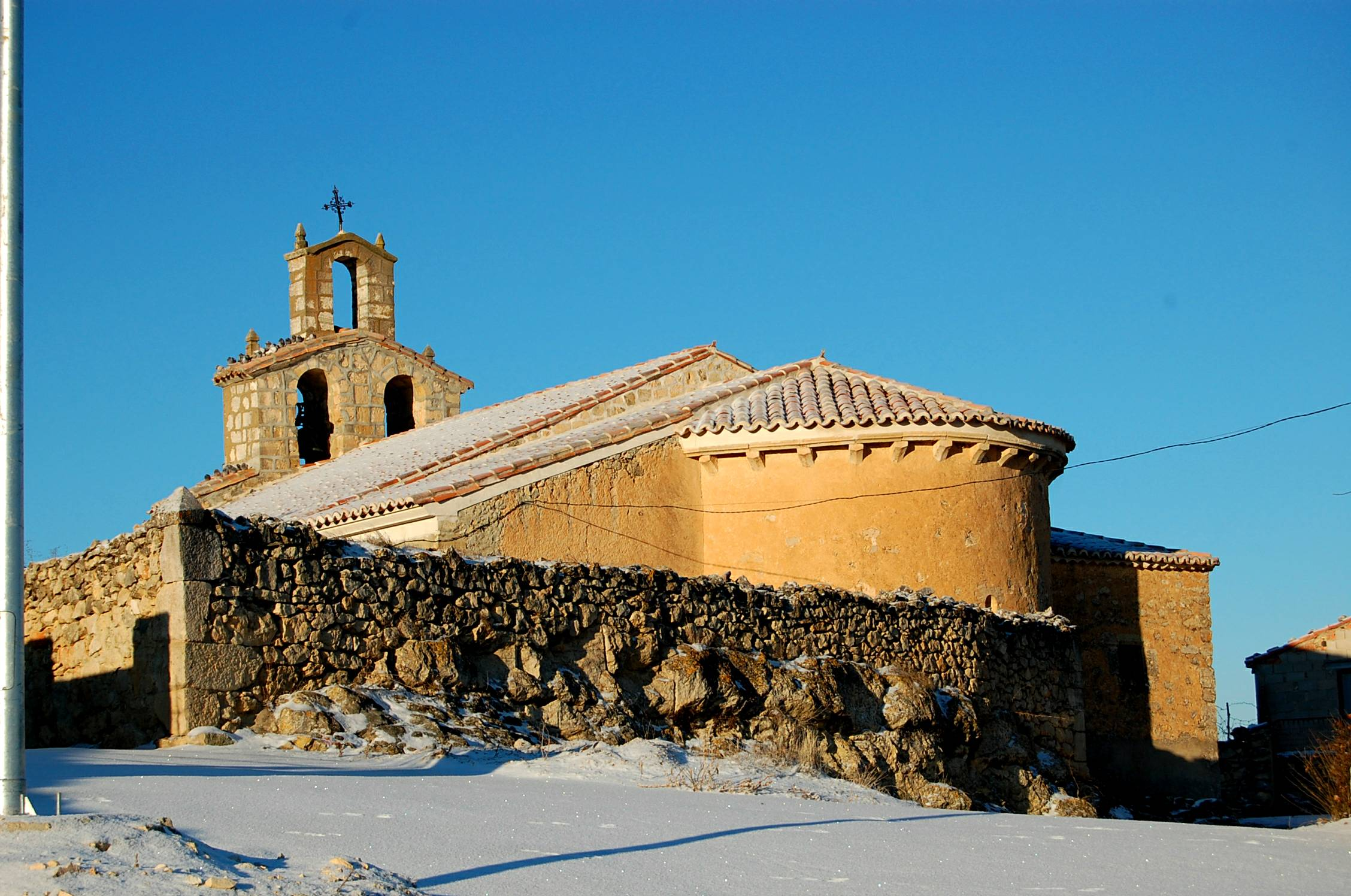
Vista del ábside de la iglesia.
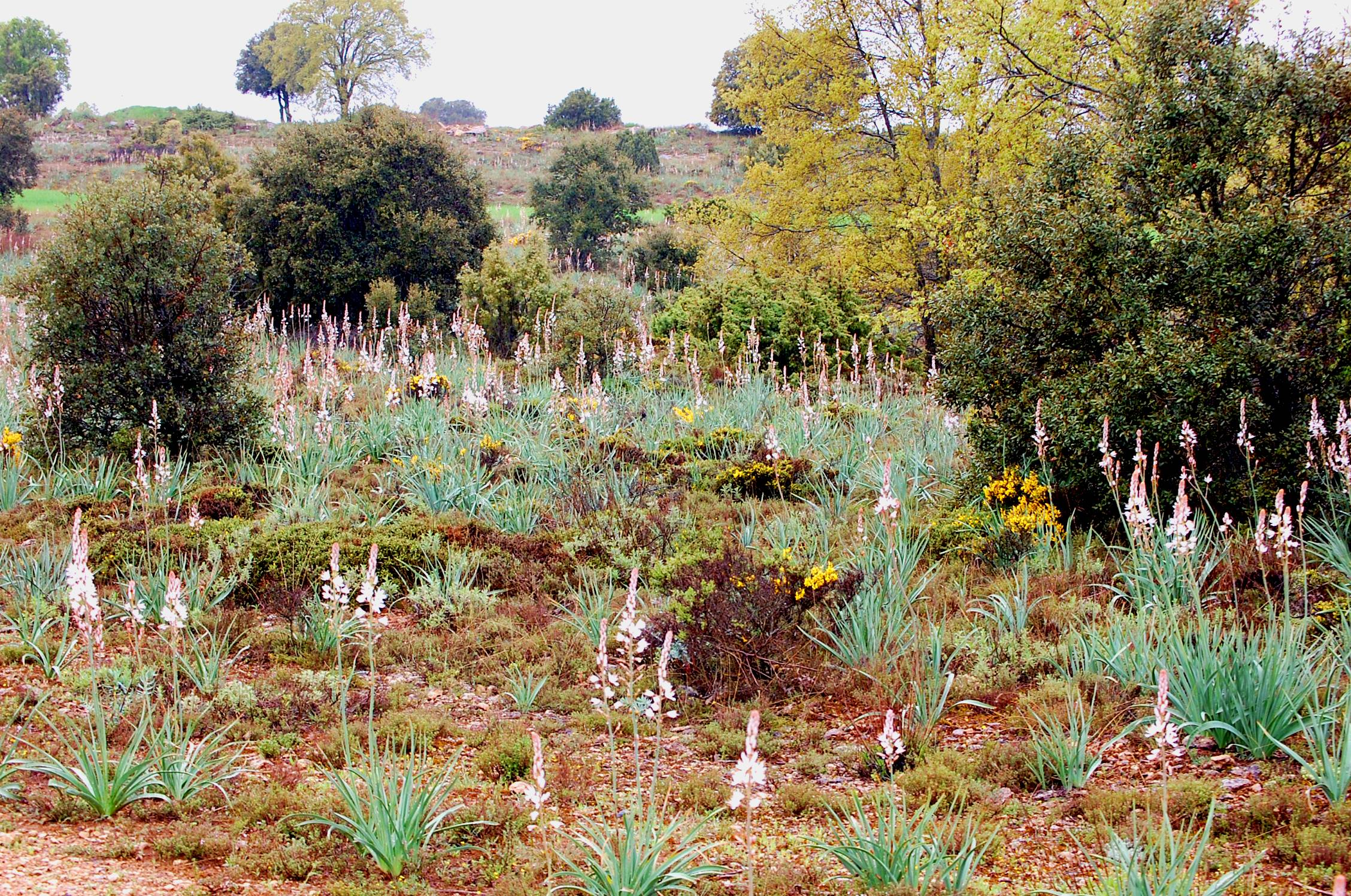
Paisaje en primavera.
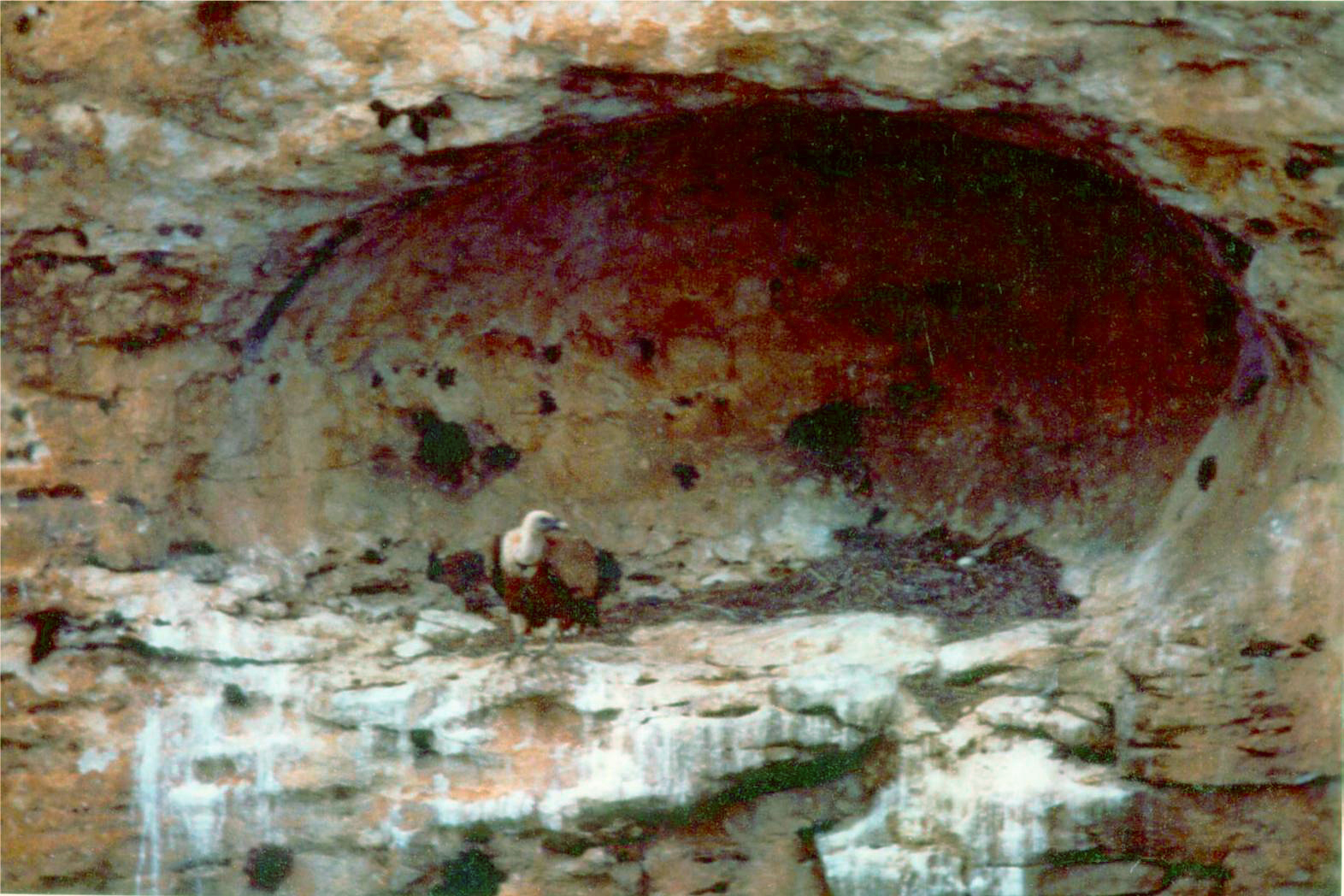
Nido de buitre leonado.
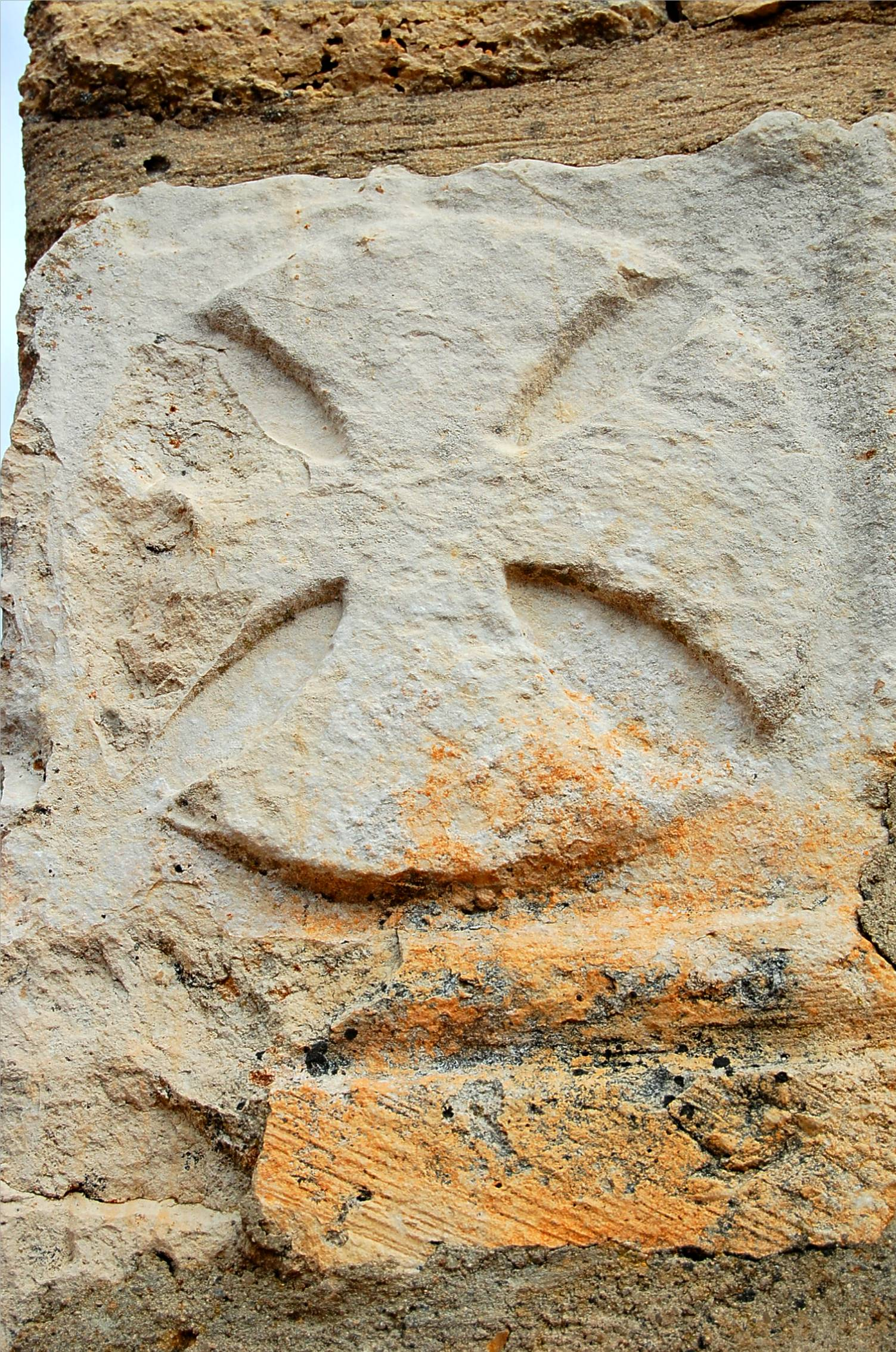
Detalle de la portada de la Ermita de la Virgen de las Cuevas.